# Heinz Engelbert
Heinz Engelbert (* 19. Juni 1922 in Ehrentalsmühle, heute Gemeinde Windeck) ist ein deutscher Jurist und ehemaliger Hochschullehrer an der Humboldt-Universität zu Berlin.

## Leben
Engelberts Vater war Fabrikarbeiter und später Kleinbauer und Kleinhändler. 1928 begann er seine Schulbildung an der einklassigen Dorfschule in Ehrentalsmühle. Auf eine Begabten-Freistelle konnte er von 1933 bis 1936 das Realprogymnasium in Wissen und von 1936 bis zur Einberufung zum Reichsarbeitsdienst die Oberschule für Jungen in Betzdorf/Sieg besuchen. Als er im 6. Januar 1941 in den Reichsarbeitsdienst eingezogen wurde, schloss er das Gymnasium mit der Zuerkennung der Reife ab. Von Beginn des Russland-Feldzugs am 21. Juni 1941 wurde er mit seiner Arbeitsdiensteinheit auf Fahrrädern eingesetzt, um Munitionslager aufzubauen und (Rollbahnen) Aufmarsch-Straßen funktionsfähig zu halten. Nach Entlassung aus dem Reichsarbeitsdienst am 29. November 1941 wurde er am 6. Januar 1942 zum Wehrdienst einberufen und kam wieder an die Ostfront. Er war vom 15. Mai 1942 bis Januar 1944 bei der Leichten Nachrichten-Kolonne der 19. Panzer-Division und ab 27. Januar 1944 bei der Stabsbatterie des 19. Artillerie Regiments als Geräteverwalter, Kraftfahrer, Dolmetscher, „Panjekommandeur“ und bei der „Wunderwaffe“ als Artillerie-Vermessungskanonier. Im Februar 1945 in aussichtsloser Lage in den Obra-Sümpfen in Schlesien, setzte er sich von der Deutschen Armee ab. Drei Mal aufgegriffen und wieder eingesetzt, gelang ihm der vierte Versuch, sich bis zu den Alliierten  durchzuschlagen. Von Amerikanern gefasst, konnte er sich mit seinen Sprachkenntnissen als Displaced Person ausgebend, der Gefangenschaft entgehen.

## Ausbildung und Karriere
Im Dezember 1945 nahm er der Universität Bonn das Studium der Staats- und Rechtswissenschaften auf, das er im März 1949 mit dem Ersten Juristischen Staatsexamen abschloss. Seine Erfahrungen aus dem Krieg bewogen ihn, sich der Studentengruppe der Kommunistischen Partei anzuschließen und an einen Studentenlehrgang im Sommer 1947 in der SBZ teilzunehmen. Von Juni bis Oktober 1945 war er bei der Fraktion der KPD im Parlamentarischen Rat im Bundeshaus in Bonn als ehrenamtlicher juristischer Mitarbeiter tätig.
Im November 1949 ging er als wissenschaftlicher Assistent an die Deutsche Verwaltungsakademie in Forst Zinna, später Akademie für Staats- und Rechtswissenschaft in Potsdam-Babelsberg. Mit seiner Dissertation „Der Rat des Bezirks und einige Grundlagen der rechtlichen Beziehungen zwischen ihm und den zentralen Organen der Staatsmacht in der DDR“ promovierte er im März 1955 zum Dr. jur. Als Dozent für das Fach „Staatsrecht der sozialistischen Länder“ las er von 1955 bis 1956 an der Akademie, an der Humboldt-Universität zu Berlin, an der Universität Halle und an der Hochschule des MfS in Potsdam-Golm über das Staatsrecht der Sowjetunion, Polens, der ČSSR, Ungarns, Bulgariens, Jugoslawiens, Chinas, Vietnams und der Mongolei. Er war Mitglied einer Kommission der Volkskammer der DDR zur Ausarbeitung eines neuen Wahlgesetzes der DDR und veröffentlichte mehrere Bücher und Artikel zu Fragen des Staatsrechts.
Weil er nach der „jähen Wende“ in der Einstellung der Partei- und Staatsführung der DDR zu dem Parteichef Jugoslawiens, Marschall Tito, in seiner Vorlesung über das Staatsrecht Jugoslawiens nicht die gebotene Kritik an Jugoslawien geübt hatte, wurde er auf der Babelsberger Konferenz kritisiert. Wegen „Verbreitung revisionistischer und feindlicher Auffassungen und Verletzung der Prinzipien der revolutionären Wachsamkeit“ erhielt er eine Strenge Rüge als Parteistrafe, und es wurde festgelegt (ihm aber nicht mitgeteilt): „...Engelbert... kann nicht als Wissenschaftler tätig sein“. Um sich „in der Praxis zu bewähren“ arbeitete er von Juni 1957 bis Dezember 1960 als Betriebszeitungsredakteur im Reichsbahn-Ausbesserungswerk Potsdam und als Stellvertretender Abteilungsleiter im Rat des Bezirkes Neubrandenburg. Am 1. Januar 1961 durfte er an die Akademie für Staats- und Rechtswissenschaft in Potsdam-Babelsberg zurückkehren. Als Leiter der Abteilung „Staats- und rechtswissenschaftliche Information“ erhielt er die Aufgabe, nach dem Vorbild des „Referativnyj Shurnal Gasudarstvo i Pravo“ der Sowjetunion und des „Science Citation Index“ der USA die Herausgabe einer Referatezeitschrift „Staats- und rechtswissenschaftliche Information“ in der DDR zu organisieren.
Als ihm nach vier Jahren erfolgreicher Arbeit bewusst wurde, dass er an der Akademie keine Chance hatte, wieder als Hochschullehrer auf seinem Fachgebiet zu arbeiten, und ihm an dem neugebildeten Institut für Information und Dokumentation an der Humboldt-Universität in Berlin eine Dozentur angeboten wurde, wechselte er Ende Juni 1967 an die Humboldt-Universität und wurde 1969 bei der Bildung der neuen Sektion Wissenschaftstheorie und -organisation (WTO) übernommen. Mit der Arbeit „Der Informationsbedarf in der Wissenschaft und seine Ermittlung“ habilitierte er 1970 zum Dr. sc. Von 1971 bis zu seiner Emeritierung 1987 war er Professor an der Sektion WTO der Humboldt-Universität.
Als Mitglied der Arbeitsgruppe „Wissenschaftsorganisation und Leitung“ des Allunionsinstituts für Probleme der Leitung (VNIPU) des Rates für gegenseitige Wirtschaftshilfe (RGW) nahm er an den jährlich stattfindenden Tagungen in Moskau, Budapest, Sofia, Berlin und Warschau teil und war Redakteur der vom VNIPU herausgegebenen Sammelbände. Am Institut für Wissenschaftsökonomie an der Universität Leningrad (Sankt Petersburg) hielt er Vorlesungen in russ. Sprache über Informationsrecherchesysteme und Informationsrecherchesprachen. Er initiierte die Zusammenarbeit der Sektion WTO mit dem Institut „Wissenschaftsleitung und -Organisation“ an der Akademie G.M. Dobrow und nahm an den zweijährlich stattfindenden internationalen Tagungen in Kiew mit eigenen Vorträgen teil.
Er war Autor oder Mitautor von zwölf Monografien und von ihm erschienen 69 Beiträge in wissenschaftlichen Zeitschriften und Sammelbänden.

## Werke
- Die Verfassungsgesetzgebung des Sowjetstaates. Deutscher Zentralverlag, Berlin, 1954.
- Die örtlichen Organe der Staatsgewalt in den europäischen Ländern der Volksdemokratie. Deutscher Zentralverlag, Berlin, 1956.
- Informationsrecherchesysteme in der Wissenschaft. Akademie-Verlag, Berlin, 1978.
- Rechtswörterbuch russisch-deutsch: mit rund 40000 Begriffen u. 1000 Abkürzungen Verlag Die Wirtschaft, Berlin, 1986, ISBN 3-349-00098-3.
- Informationsrecherchesysteme in der Wissenschaft. Akademie-Verlag, Berlin, 1978.
- Panjekommandeur. united p.c. Verlag 2013, ISBN 978-84-9015-942-2.
- Mein Leben im Wandel der Zeiten. 2017, ISBN 978-1522093275.